# Milica Mandić
Milica Mandić (serbs. Милица Мандић; ur. 6 grudnia 1991 w Belgradzie) – serbska zawodniczka taekwondo.
W 2011 roku zdobyła brązowy medal w wadze średniej do 73 kg na mistrzostwach świata w taekwondo w Gyeongju oraz srebrny medal w wadze średniej do 73 kg na mistrzostwach Europy w Manchesterze. W 2012 roku w Londynie zdobyła złoty medal na letnich igrzyskach olimpijskich w kategorii wagowej powyżej 67 kg. 2013 rok rozpoczęła od zdobycia złotego medalu mistrzostw Europy w Atenach w wadze średniej (do 73 kg).